# Librazhd (district)
Librazhd (Albanees: Rrethi i Librazhdit) is een van de 36 districten van Albanië. Het heeft 72.000 inwoners (in 2004) en een oppervlakte van 1102 km². Het district ligt in het midden van het land in de prefectuur Elbasan. De hoofdstad is de stad Librazhd.

## Gemeenten
Librazhd telt elf gemeenten, waarvan twee steden.
- Hotolisht
- Librazhd (stad)
- Lunik
- Orenjë
- Polis
- Prrenjas (stad)
- Qendër
- Qukës
- Rajcë
- Stravaj
- Steblevë

## Bevolking
In de periode 1995-2001 had het district een vruchtbaarheidscijfer van 2,98 kinderen per vrouw, hetgeen hoger was dan het nationale gemiddelde van 2,47 kinderen per vrouw.
Berat · Bulqizë · Delvinë · Devoll · Dibër · Durrës · Ëlbasan · Fier · Gjirokastër · Gramsh · Has · Kavajë · Kolonjë · Korçë · Krujë · Kuçovë · Kukës · Kurbin · Lezhë · Librazhd · Lushnjë · Malësi e Madhe · Mallakastër · Mat · Mirditë · Peqin · Përmet · Pogradec · Pukë · Sarandë · Skrapar · Shkodër · Tepelenë · Tirana · Tropojë · Vlorë